# Веселин Искърски
Веселин Искърски е български журналист, кореспондент на в. „Работническо дело“ в Мадан, окръжен кореспондент на радио „София“ за Врачански окръг.

## Биография
Роден е на 24 февруари 1933 г. в с. Крета, община Мездра, Царство България. Завършва Софийския държавен университет. Главен редактор на в. „Първа атомна“ и на областния вестник „Септемврийско дело“ – Монтана.
Издава първите във Врачански регион частни вестници – „Истина“ (май 1991 г.) и „Зов за истина“ (26 септември 1991 г.). Умира на 5 юни 1995 г. във Враца.